# Сторожище (Орловская область)
Сторожи́ще — посёлок в Дмитровском районе Орловской области. Входит в состав Горбуновского сельского поселения. 

## География
Расположен в 4 км к западу от Дмитровска, на правом берегу Нессы, недалеко от места её впадения в Неруссу. Высота над уровнем моря 217 м.

## Этимология
Получил название от некогда располагавшейся здесь церкви, называемой «Сторожищем». Она находилась на горе, защищенной тремя рвами. По преданию, жители соседнего села Балдыж укрывались в ней во время набегов литовцев и крымских татар.

## История
В 1926 году в посёлке было 92 двора, проживало 506 человек (237 мужского пола и 269 женского). В то время Сторожище входило в состав Алёшинского сельсовета Круглинской волости Дмитровского уезда. С 1928 года в составе Дмитровского района. В 1937 году в Сторожище было 76 дворов. Во время Великой Отечественной войны, с октября 1941 года по август 1943 года, посёлок находился в зоне немецко-фашистской оккупации. По состоянию на 1945 год в посёлке действовал колхоз «Сторожище». 5 мая 1959 года посёлок был передан из Алёшинского сельсовета в Горбуновский сельсовет. С этого времени хозяйства Сторожища были отнесены к колхозу «Память Ленина».

## Население
| 1926 | 1979 | 2002 | 2010 |
| ---- | ---- | ---- | ---- |
| 506  | ↘105 | ↗110 | ↘107 |